# Fisga

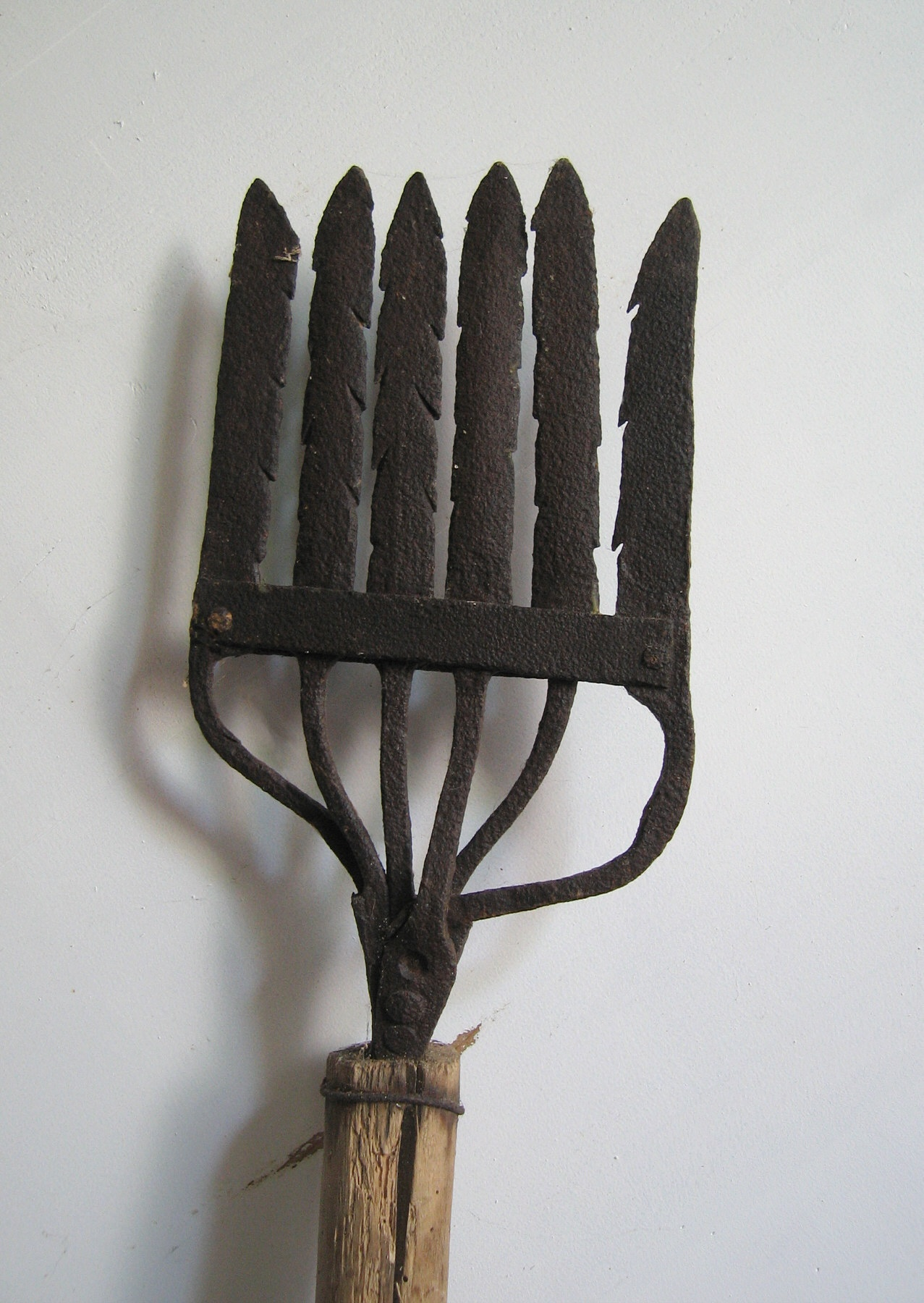
Fisga

La fisga es un instrumento de pesca que se inventó para coger los peces clavándolos a golpe de brazo al modo que con la punta hacia el suelo se arroja o intenta clavar una lanza o dardo. 
Se compone de cierta especie de peine de hierro que consta de determinado número de púas de una cuarta poco más o menos de largo y a alguna distancia unas de otras, cuya pieza de hierro es entera y está calzada por el astil o mango de madera cuya largura es mayor o menor, según a cada pescador mejor le parece que podrá manejarla. Consta de varias púas de las cuales cada una tiene en el extremo una agalla como las de los anzuelos o media lengüeta aunque hay muchas en que se pone entera. También puede constar de púas dentadas o en forma de sierra.
El nombre con que generalmente se conocen estos artes de pescar es el de fisga pero en las costas de Cataluña y Valencia lo significan por el de fitora. En las de Asturias, Montañas, etc. en que la usan en los ríos para coger salmones, le llaman francado.

## Uso de la fisga

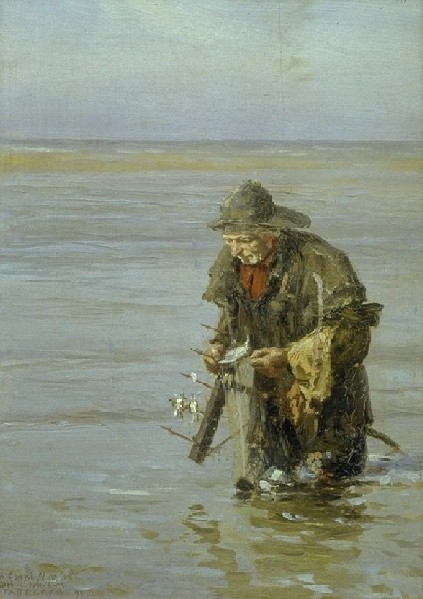
Pescador con fisga por Francis Tattegrain

Con la fisga se pesca al candil, clavando los peces que se acercan al barco atraídos de la luz pues que con una sola púa que coja el pez, no escapa por razón de la lengüeta que impide que se desprenda a que concurre la destreza del pescador echando hacia dentro del barco la fisga cuando conoce que ha empleado el golpe.
También se usa mucho de dicho instrumento en todas las costas en que a bajamar se descubren playazos y algares donde se cogen grandes cantidades de anguilas y otros diferentes peces como sucede en las rías de Galicia, Asturias, Montañas, etc. a cuya pesquera acuden con la fisga los hombres, mujeres y muchachos hasta que en el hecho de ir subiendo el mar, se ven obligados a retirarse. 
Esta pesquera cuando se ejecuta sobre las playas a pie viene a ser lo mismo que la de la Espadilla en el concepto de que los pescadores se meten en los grandes charcos y lagunas que quedan en las hoyadas de los arenales y parajes cubiertos de algas, donde, según se ha indicado, suelen quedar peces de tamaño increíble y pueden acometerlos mucho mejor con la fisga, como sucede apresándolos efectivamente.